# La parte migliore di me
La parte migliore di me è un singolo del cantautore italiano Ultimo, pubblicato il 27 novembre 2024.

## Descrizione
Il brano è scritto e composto dallo stesso cantautore, che ha anche curato la produzione con Riccardo Zangirolami, ed è dedicato ad Enea, il figlio dell'artista in arrivo.

## Video musicale
Il video musicale, diretto dagli YouNuts!,  duo composto da Antonio Usbergo e Niccolò Celaia, è stato pubblicato in concomitanza all'uscita del brano attraverso il canale YouTube del cantautore.

## Tracce
Testi e musiche di Niccolò Moriconi.
1. La parte migliore di me – 3:19

## Classifiche
| Classifica (2024) | Posizione massima |
| ----------------- | ----------------- |
| Italia            | 32                |